# زیراشکوب (بوم‌شناسی)

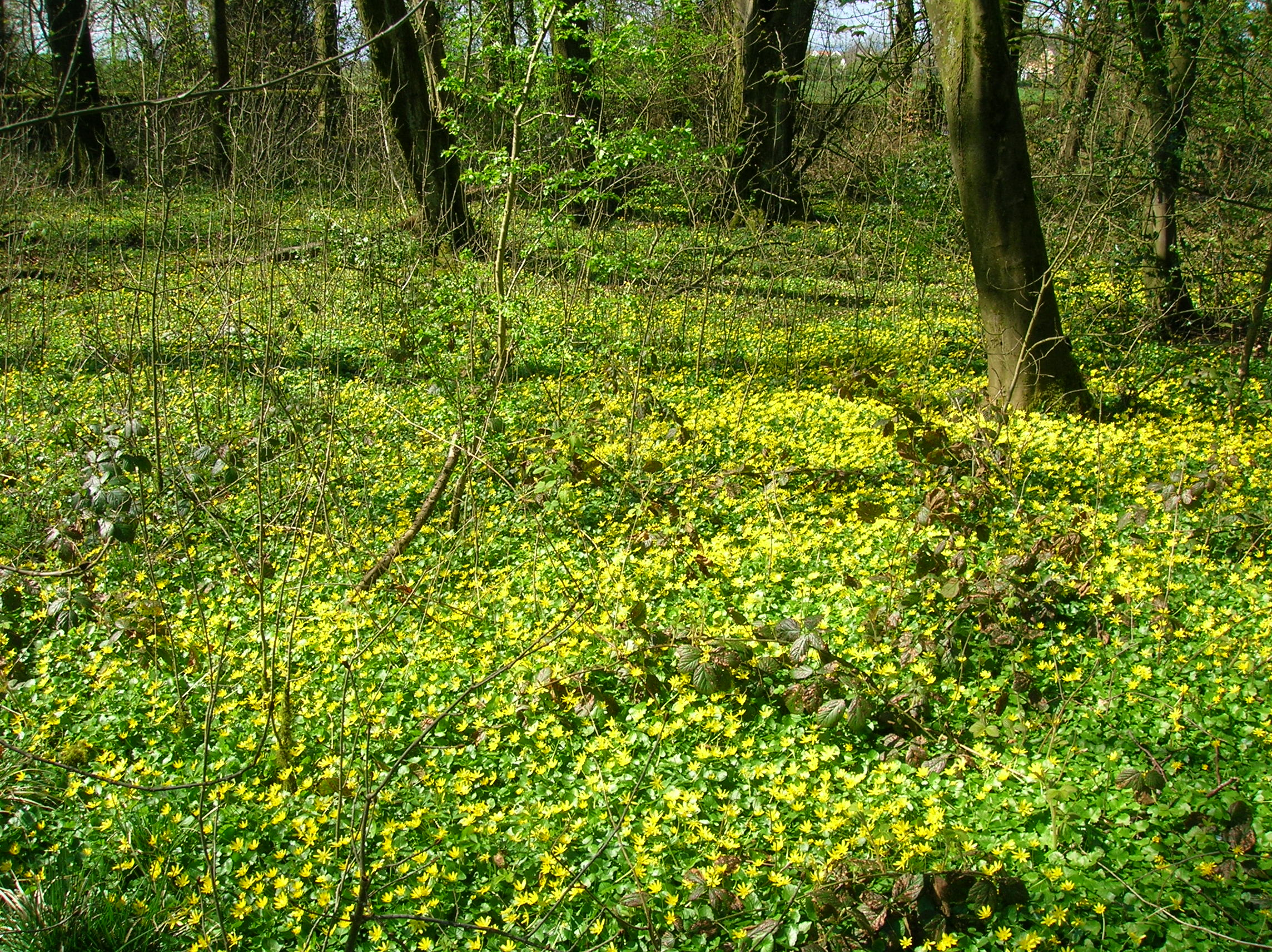
فیکاریا ورنا در کف جنگل در بهار

زیراشکوب (انگلیسی: Understory)، زیرطبقه، زیررُست یا زیربوته در جنگل‌داری و بوم‌شناسی شناخته می‌شود، شامل گیاهانی است که در زیر تاج پوشش جنگلی بدون نفوذ به آن و تا حد زیادی در بالای کف جنگل رشد می‌کنند. فقط درصد کمی از نور به تاج پوشش نفوذ می‌کند، بنابراین پوشش گیاهی زیرین به‌طور کلی در برابر سایه مقاوم است؛ زیراشکوب معمولاً شامل درختانی است که به‌دلیل کمبود نور کوتاه شده‌اند، درختان کوچک دیگری که نیاز به نور کم دارند، نهال‌ها، درختچه‌ها، پیچک‌ها و زیررُست‌ها. درختان کوچکی مانند خاس و زغال‌اخته متخصص زیراشکوب هستند.
در جنگل‌های برگ‌ریز معتدل، بسیاری از گیاهان زیراشکوب زودتر از درختان تاج‌دار رشد می‌کنند تا از دسترسی بیشتر به نور در آن زمان خاص از سال استفاده کنند. شکاف در تاج پوشش ناشی از مرگ یک درخت، درختان بالقوه نوظهور را به رشد رقابتی تحریک می‌کند، زیرا آنها به سمت بالا رشد می‌کنند تا شکاف را پر کنند. این درختان تمایل به داشتن تنه مستقیم و تعداد کمی شاخه‌های پایین دارند.

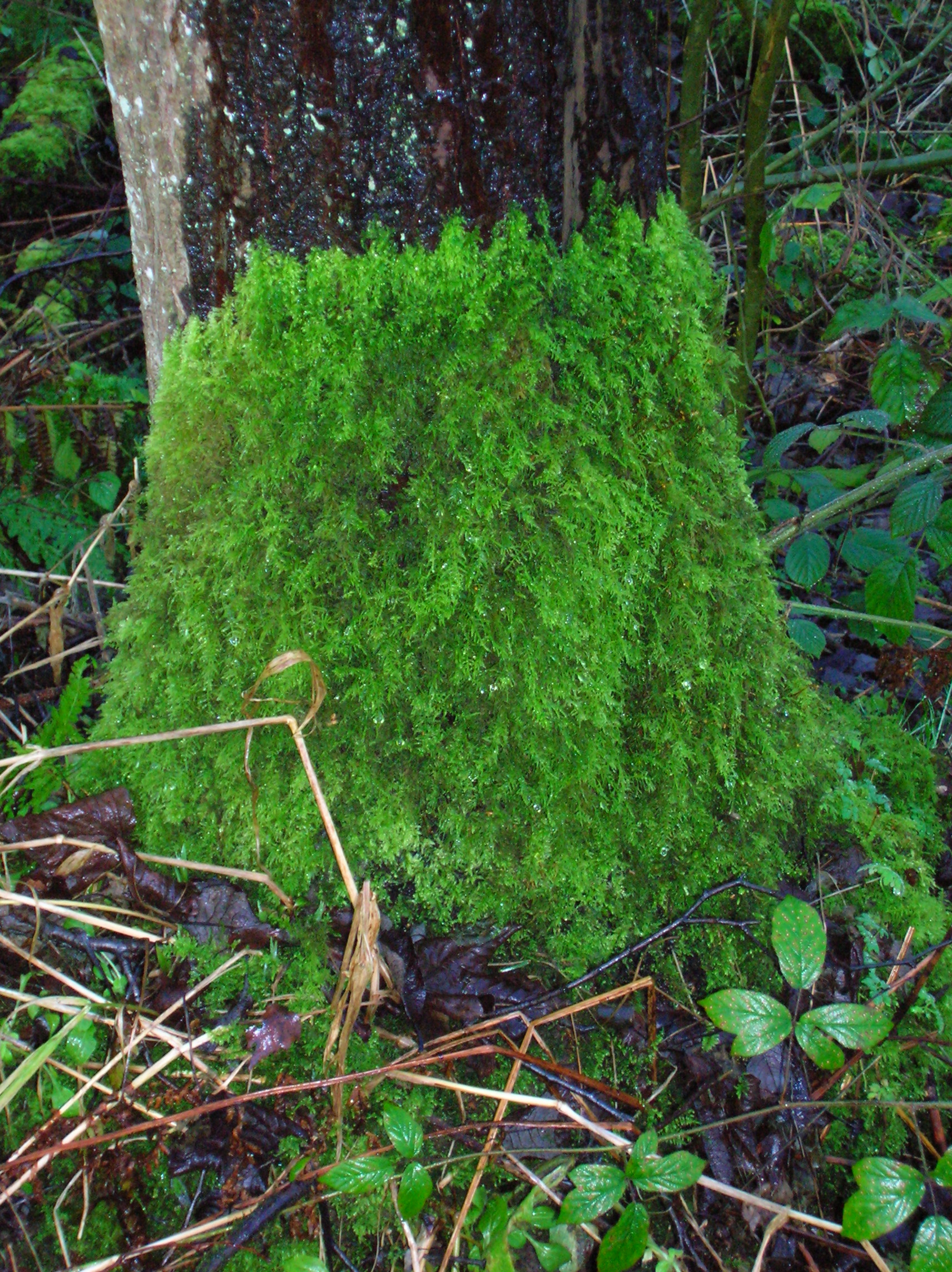
پایه درختی که حد کف خزه را نشان می‌دهد.

در همان زمان، بوته‌ها، زیررست‌ها و زندگی گیاهان در کف جنگل متراکم‌تر می‌شوند؛ زیراشکوب رطوبت بیشتری را نسبت به سایبان تجربه می‌کند و زمین سایه‌دار به اندازه زمین باز از نظر دما تغییر نمی‌کند. این امر باعث تکثیر سرخس‌ها، خزه‌ها و قارچ‌ها می‌شود و بازیافت مواد مغذی را تشویق می‌کند که زیستگاه‌های مطلوبی را برای بسیاری از حیوانات و گیاهان فراهم می‌کند.

## ساختار زیراشکوب
زیراشکوب لایه زیرین پوشش گیاهی در یک جنگل یا منطقه جنگلی است، به ویژه درختان و درختچه‌هایی که بین تاج جنگل و کف جنگل رشد می‌کنند. گیاهان در زیراشکوب شامل مجموعه‌ای از جوانه‌ها و نهال‌های درختان تاج‌دار به‌همراه درختچه‌ها و گیاهان زیررست تخصصی هستند. درختان تاج جوان اغلب برای دهه‌ها در زیراشکوب به‌عنوان نوجوانان سرکوب شده باقی می‌مانند تا زمانی که دهانه‌ای در طبقه بالای حد جنگل اجازه رشد آنها را به داخل تاج می‌دهد. در مقابل درختچه‌های زیراشکوب چرخه زندگی خود را در سایه تاج جنگل کامل می‌کنند. برخی از گونه‌های درختی کوچک‌تر، مانند زغال‌اخته و خاس به‌ندرت رشد می‌کنند و عموماً درختانی زیراشکوب هستند.
تاج پوشش جنگل‌های استوایی معمولاً حدود متر ضخامت ۱۰ دارد و حدود ۹۵ درصد از نور خورشید را قطع می‌کند. بنابراین، زیراشکوب نور کمتری نسبت به گیاهان در تاج پوشش دریافت می‌کند و نوری که به آن نفوذ می‌کند، در طول موج‌های نوری که برای فتوسنتز مؤثرتر است، ضعیف می‌شود؛ بنابراین گیاهان زیراشکوب باید در برابر سایه مقاوم باشند - آنها باید بتوانند با استفاده از نوری که به برگ‌هایشان می‌رسد به اندازه کافی فتوسنتز کنند. آنها اغلب قادر به استفاده از طول موج‌هایی هستند که گیاهان سایبان نمی‌توانند. در جنگل‌های برگ‌ریز معتدل در اواخر فصل بدون برگ، گیاهان زیراشکوب از پناهگاه گیاهان تاج‌دار بدون برگ استفاده می‌کنند تا قبل از درختان تاج‌دار، برگ‌دهی کنند.
این مهم است زیرا پنجره‌ای را برای گیاهان زیراشکوب فراهم می‌کند تا بتوانند در آن فتوسنتز کنند بدون اینکه سایه‌بان روی آنها سایه بزند. این دوره کوتاه (معمولاً ۱ تا ۲ هفته) اغلب یک دوره حیاتی است که در آن گیاه می‌تواند تعادل خالص کربن مثبت را در طول سال حفظ کند.
به‌عنوان یک قاعده، زیراشکوب‌های جنگل نیز رطوبت بیشتری را نسبت به مناطق در معرض دید دارند. سایبان جنگل تابش خورشید را کاهش می‌دهد، بنابراین زمین به سرعت زمین باز گرم یا سرد نمی‌شود. در نتیجه، لایه‌های زیرین نسبت به مناطقی که بیشتر در معرض دید هستند، کندتر خشک می‌شوند. رطوبت بیشتر، گیاهان هوازی مانند سرخس و خزه را تشویق می‌کند و به قارچ‌ها و سایر تجزیه‌کننده‌ها اجازه رشد می‌دهد. این امر چرخه مواد مغذی را به حرکت درمی‌آورد و برای بسیاری از جانوران و گیاهان، مانند مارموست کوتوله (Pygmy marmoset)، خرداقلیم مطلوبی را فراهم می‌کند.